# Frikandel (lied)
Frikandel is een lied van de Nederlandse rapper Hef. Het werd in 2022 als single uitgebracht en stond in hetzelfde jaar als zesde track op het album Hefvermogen 2.

## Achtergrond
Frikandel is geschreven door Davey Soenarto en Julliard Frans en geproduceerd door Davey Donovan. Het is een nummer dat past in de genres nederhop en trap. In het lied rapt Hef over verschillende zaken die hem bezighouden. De bijbehorende videoclip is opgenomen in de Dominicaanse Republiek.

## Hitnoteringen
De artiest had bescheiden succes met het lied in Nederland. Het kwam tot de 72e plaats van de Single Top 100 in de twee weken dat het in deze hitlijst te vinden was. De Top 40 en haar Tipparade werden niet bereikt.